# Saaristomeri

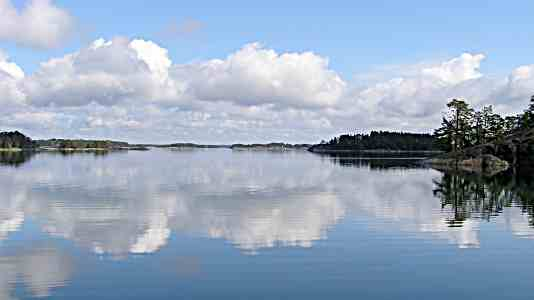
Hiittinen, 25 km a Ovest di Hanko

Il Saaristomeri (Skärgårdshavet in svedese, letteralmente "mare dell'arcipelago") è una parte del Mar Baltico tra il Golfo di Botnia e il Golfo di Finlandia, entro i confini delle acque territoriali finlandesi. Comprende il più grande arcipelago al mondo per numero di isole, nonostante esse siano molto piccole e raggruppate in un'area ristretta. Il mare è basso, con una profondità media di 23 m, per cui la maggior parte della zona non è navigabile da grandi barche.

## Geologia

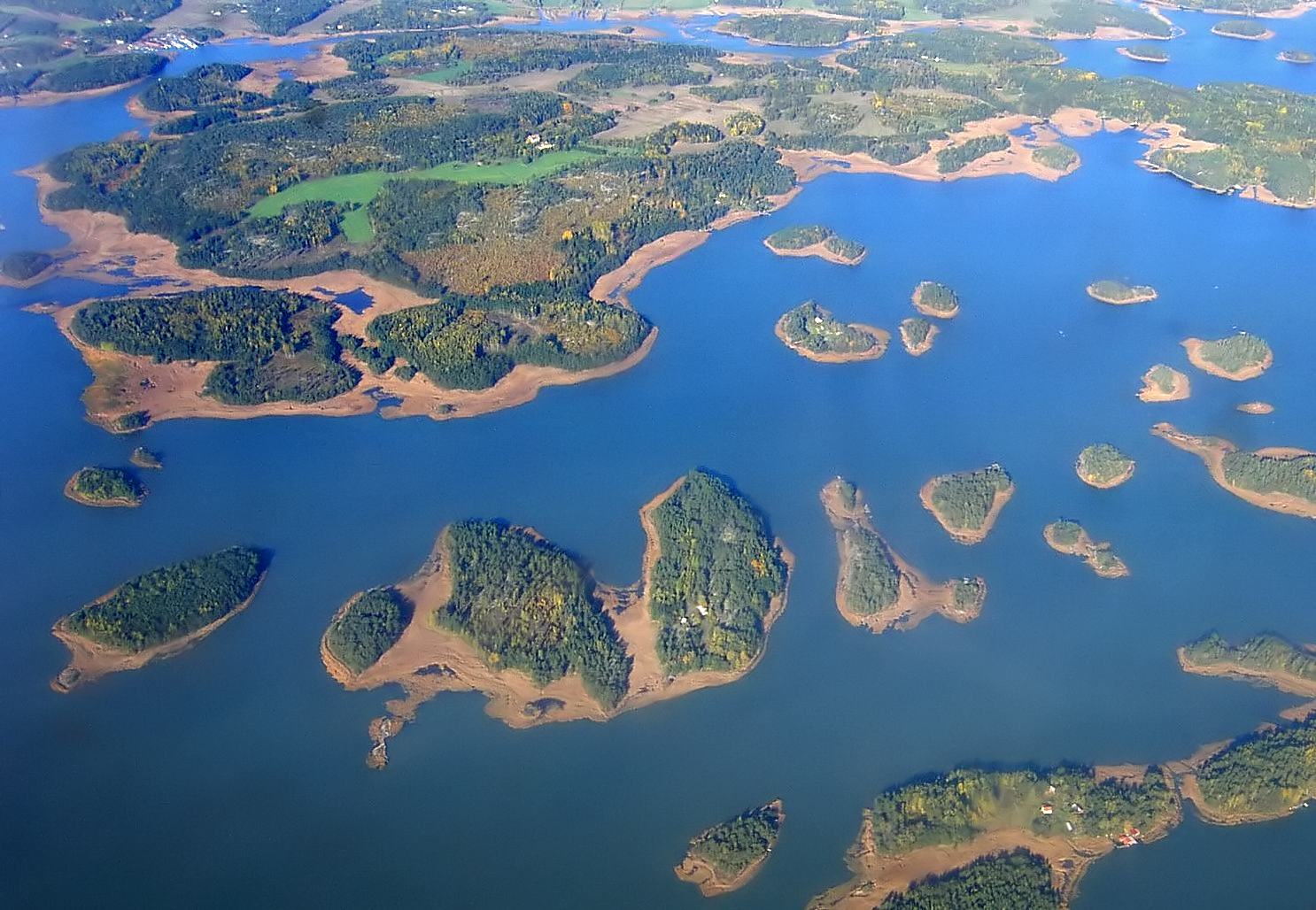
L'interno dell'arcipelago è boscoso.

Il Saaristomeri è formato da un gran numero di isole. Il numero esatto dipende dalla definizione del termine "isola"; difatti l'arcipelago è formato da 257 isole con superficie maggiore di 1 km², mentre le isole più grandi di 0,5 ettari sono circa 18.000. Se si aggiungono al totale le isole più piccole e disabitate una buona stima del numero delle isole si attesta sulle 50.000 unità. Per fare un confronto, la stima del numero di isole in Indonesia è compreso tra le 13.000 e le 18.000.
L'area è divisa approssimativamente in arcipelago interno ed esterno, con quest'ultimo composto per la maggior parte di isole più piccole e disabitate. L'arcipelago copre un'area triangolare con le città di Mariehamn, Uusikaupunki e Hanko agli angoli.
Le isole iniziarono ad emergere dal mare poco dopo l'ultima era glaciale. A causa della innalzamento post-glaciale, le terre della penisola scandinava stanno ancora innalzandosi, con nuovi scogli ed isole che lentamente si creano mentre quelle già esistenti si ingrandiscono o si uniscono. Il tasso corrente di innalzamento varia tra i 4 e i 10 millimetri all'anno. Poiché le isole sono composte per la maggior parte di granito e gneiss, due tipi di rocce molto dure, l'erosione è molto più lenta dell'innalzamento. Il mare è poco profondo, avendo una profondità media di 23 metri, per cui la maggior parte dei canali non sono navigabili per grandi navi.

## Demografia e amministrazione
Le isole sono divise tra la provincia della Finlandia occidentale e la provincia autonoma delle Isole Åland. Il confine tra le province corre approssimativamente lungo Kihti, un'area di mare relativamente aperto. Insieme alle isole vicine alla costa svedese, l'area forma un'euroregione.
Il numero di residenti permanenti sulle isole è di circa 60.000, di cui 27.000 residenti sulle isole Åland. La maggior parte delle municipalità nell'area sono monolingue svedese o bilingue a maggioranza svedese. I porti principali sono Turku sul continente e Mariehamn sulle isole Åland.
Molti finlandesi possiedono residenze estive sulle isole, conosciute per le bellezze naturali. A causa di questo, la popolazione di molte isole può raddoppiare durante l'estate. Kultaranta, la residenza estiva ufficiale del Presidente della Finlandia, è sull'isola di Luonnonmaa a Naantali.
Una caratteristica interessante nella demografia delle isole è il numero di gemelli. La tendenza per la nascita di gemelli non identici è in parte ereditaria, ed i geni necessari sono prevalenti nella zona dell'arcipelago.
Nel XVIII e nel XIX secolo la proporzione di parti gemellari era più grande che in qualunque altra parte d'Europa, ed enormemente più grande che nella Finlandia continentale. La ragione di ciò stava nella pesca. Il pesce è una fonte eccellente di proteine e grassi monoinsaturi. Era anche disponibile durante le carestie. D'altra parte, la pesca può essere rischiosa e provocare incidenti, incrementando il beneficio di nascite multiple. A causa della piccola dimensione delle isole, spesso venivano celebrati matrimoni tra cugini o cugini di secondo grado, permettendo ai geni necessari di arricchire il pool genico.

## Economia e comunicazioni

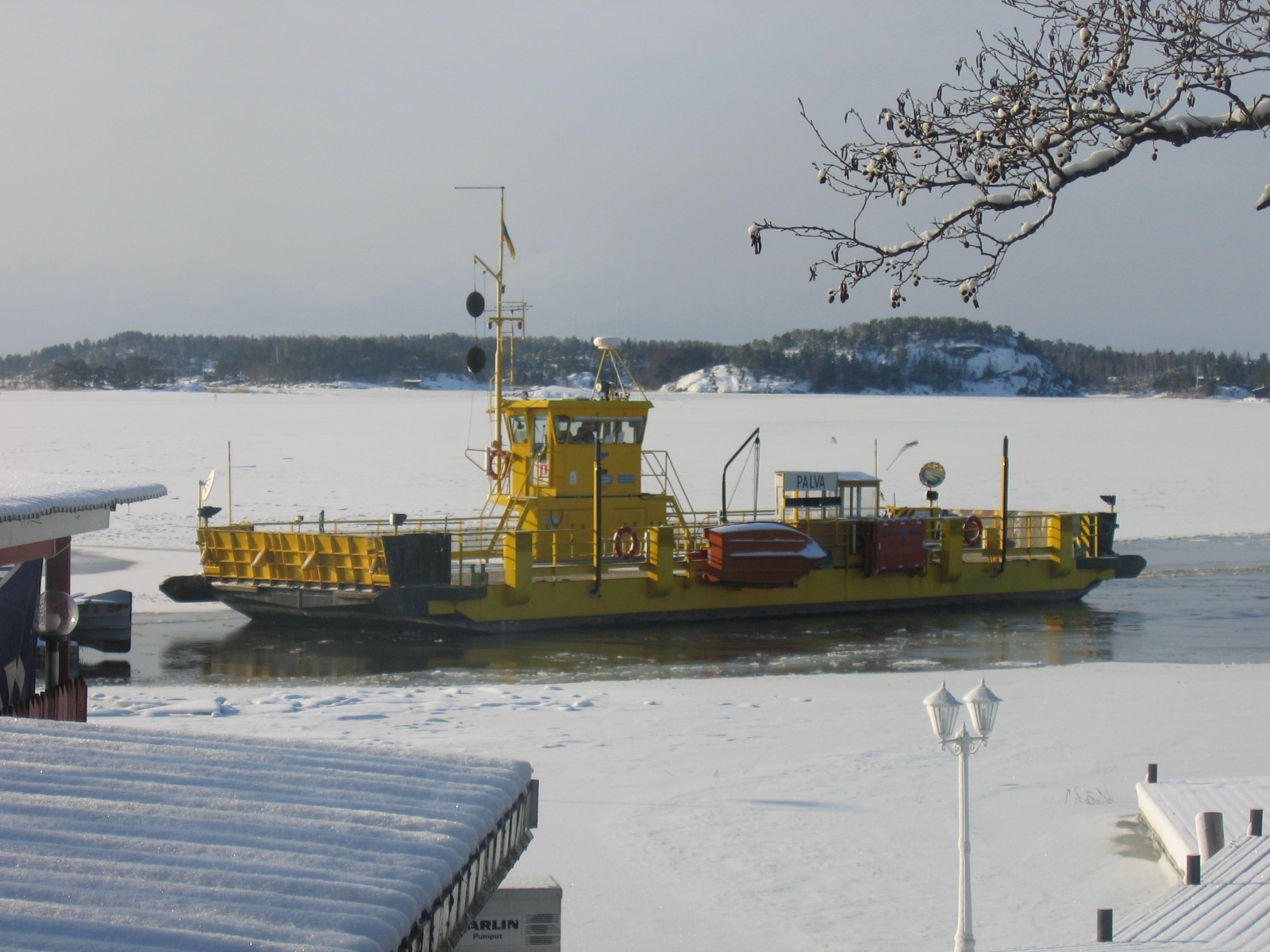
Un traghetto "giallo" in inverno

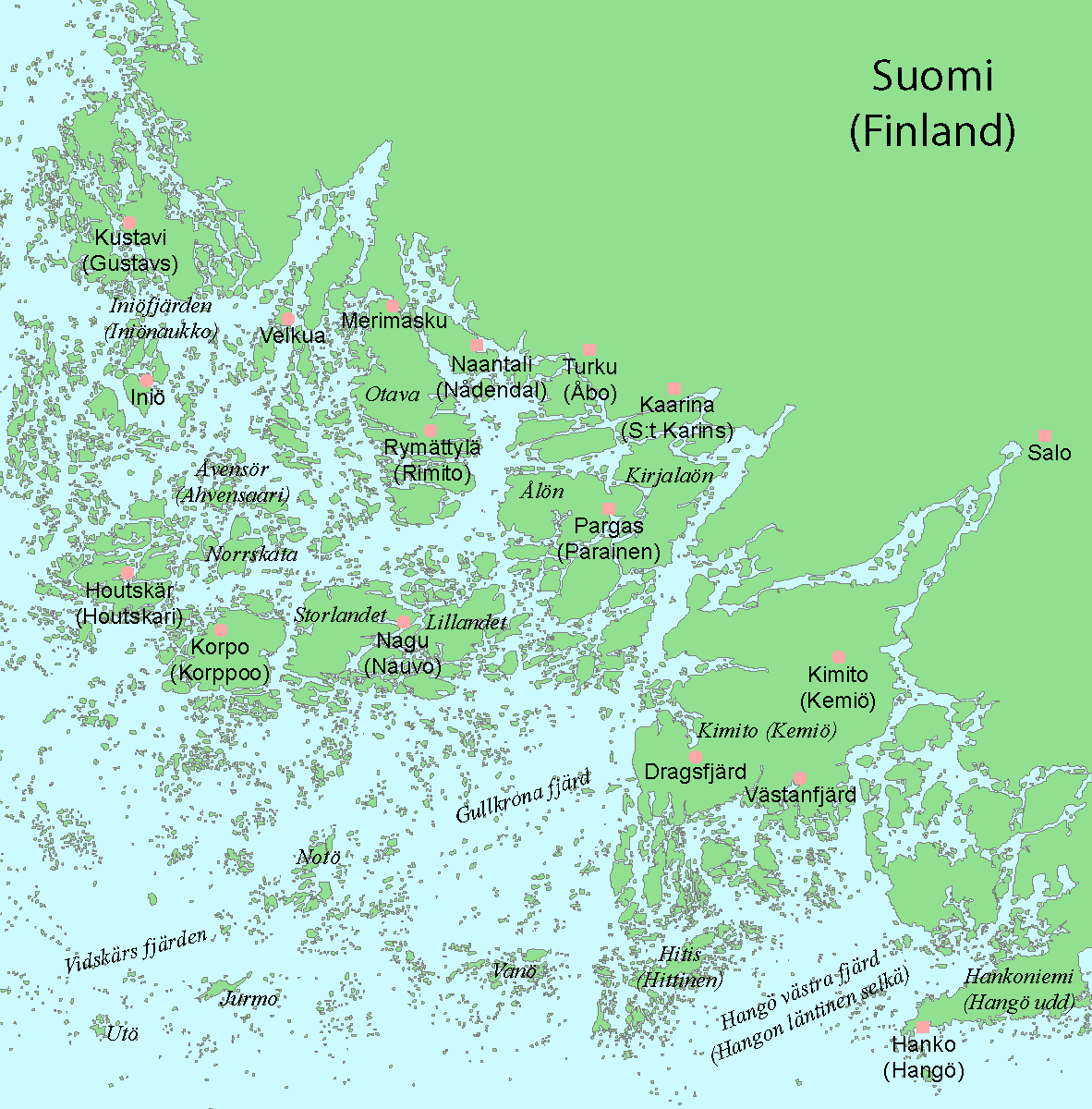
Mappa della parte orientale del mare dell'Arcipelago

Le isole possiedono un elevato tenore di vita, comparabile a quello della Finlandia continentale. La pesca e la manifattura dei prodotti della pesca sono le principali attività. L'arcipelago è ben conosciuto per le sue aringhe del Baltico e le trote iridee. L'agricoltura è limitata alla piccola dimensione e alla natura rocciosa delle isole. Comunque, il clima è più favorevole rispetto alla Finlandia continentale ed alcune isole, in particolare Rymättylä, sono famose nella limitrofa area continentale per la produzione delle prime patate dell'estate. L'importanza del turismo sull'economia dell'arcipelago è in continuo aumento.
Le comunità isolane sul lato finnico del Kihti sono collegate dalla "Archipelago Ring Road", una catena di ponti e traghetti. Le isole che giacciono molto lontano sono collegate da traghetti, e nel caso di Åland, da un piccolo aeroporto. I traghetti sono divisi in due categorie. I traghetti "gialli" (lossi in finlandese) sono gratuiti e operano su brevi tragitti tra isole adiacenti. Hanno una costruzione simile a una zattera. I traghetti "bianchi" (yhteysalus in finlandese) sono simili a navi e richiedono il prezzo di un biglietto. Operano in tragitti più lunghi coprendo molte isole piccole o distanti fra loro. Grandi navi da crociera collegano le città finlandesi di Turku ed Helsinki ad Åland e alla Svezia.
Durante i freddi inverni vengono stabilite "strade di ghiaccio" ufficiali tra alcune isole. Queste facilitano molto i trasporti, in quanto permettono di guidare un'automobile (o anche un pesante furgone se il ghiaccio è molto spesso) dal continente alle isole. D'altra parte, durante la primavera e l'autunno c'è un periodo di disgelo (kelirikko in finlandese) durante il quale il ghiaccio è troppo sottile anche per camminarci sopra, ma impedisce comunque la navigazione. Questo può far sì che alcune isole a cui mancano moli per grandi navi rimangano isolate per giorni o settimane.
Molte importanti rotte marittime attraversano il mare dell'arcipelago. La navigazione è complicata dal labirintico arcipelago, dalla profondità variabile e dagli scogli. Per questa ragione le isole sono segnalate con fari di grandezza variabile.

## Cultura

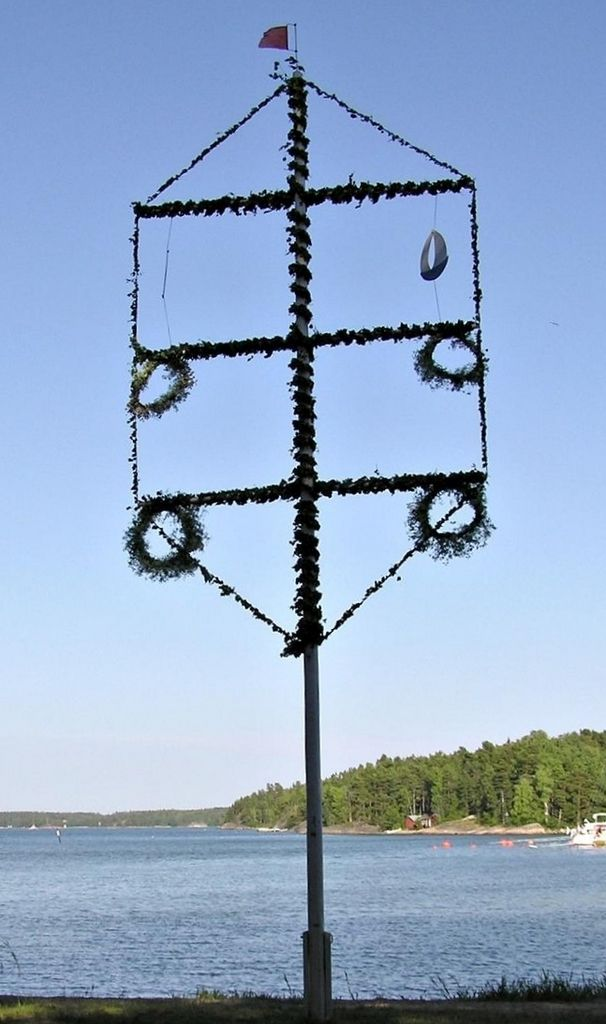
Un albero della cuccagna a Nagu

La cultura dell'arcipelago assomiglia a quella dell'area costiera della Finlandia a maggioranza linguistica svedese. Molte caratteristiche della tipica cultura finlandese, come la popolarità della sauna, sono diventate tradizionali nella cultura delle isole. Ci sono, comunque, alcune sottili differenze. Gli alberi della cuccagna sono una parte essenziale nella festa di Mezza Estate nell'arcipelago ma non nel continente. D'altra parte, la tradizione finnica della festa di Mezza Estate di accendere falò è stata introdotta sull'arcipelago soltanto di recente.
Basandosi sulle lingue parlate l'arcipelago può essere diviso in tre parti. L'arcipelago dell'isola Åland ad ovest è completamente monolingua svedese, l'arcipelago Åboland a sud è a maggioranza svedese, mentre l'arcipelago settentrionale è monolingua finlandese.
Poiché il cristianesimo si diffuse sulle isole prima che sulla terraferma, le chiese sulle principali isole tendono ad essere antiche, datate intorno al XIII, XIV e XV secolo, con le più antiche sull'isola di Åland.
Più dell'80% dei finlandesi sono membri della Chiesa evangelica luterana finlandese, e questa percentuale è ancora più alta sull'arcipelago, dal momento che nell'area non sono presenti parrocchie ortodosse o cattoliche.
La cultura culinaria dell'arcipelago assomiglia alla cucina finlandese continentale. Naturalmente, viene posta grande enfasi sul pesce, particolarmente aringhe del Baltico, salmone e trote iridee. Le isole sono anche famose per il pane integrale caratterizzato dall'uso di latticello, sciroppo e malto tra gli ingredienti. Il piatto principale per il cenone di Natale è tipicamente il luccio. Ogni Natale i pescatori di Korppoo inviano un luccio per la tavola del Presidente.

## Natura e ambientalismo

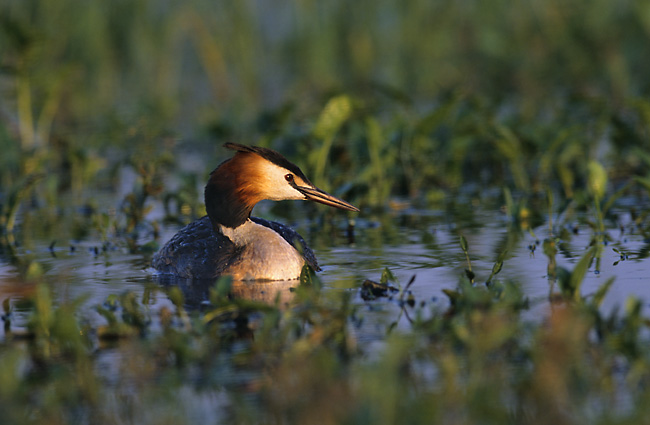
Uno svasso maggiore

Le isole forniscono un ambiente unico e diversificato per la vita selvatica. Le isole più grandi assomigliano alle regioni costiere della Finlandia continentale mentre le piccole isole rocciose hanno un ambiente radicalmente diverso. Le isole più piccole sono sprovviste di alberi, ma danno comunque riparo ad una ricca vita vegetale. L'ambiente è ricco di sole, ha una stagione di crescita relativamente lunga ed il terreno è fertilizzato dal guano. D'altra parte, il vento quasi costante ed il terreno sottile o non presente limitano la crescita delle piante. Il tasso di salinità molto basso del Mar Baltico rendono le onde del mare benigne per la crescita della vegetazione.
Le condizioni possono variare radicalmente anche all'interno di una piccola isola. Ci possono essere torbiere di acqua fredda, stagni di acqua leggermente salata, cespugli, prati, lande rocciose, coste battute dal vento e baie riparate su di un'isola di sole poche decine di metri di diametro. Molte piante hanno un fenotipo alterato a causa dell'ambiente. Per esempio, i ginepri sulle isole piccole non crescono oltre il mezzo metro di altezza, ma possono coprire un'area di vari metri quadrati.
Le isole sono un rifugio per gli uccelli marini. Le specie presenti includono il cigno reale, l'uria nera, lo svasso maggiore e numerose specie di gabbiani. Recentemente i cormorani si sono diffusi sull'arcipelago e il loro numero sta crescendo. Questo avvenimento non è visto di buon occhio dagli amanti della natura, in quanto i cormorani vivono in grandi colonie che possono avvelenare la vita vegetale circostante con i loro escrementi.
La più grande minaccia all'ambiente è l'eutrofizzazione causata principalmente dall'agricoltura e dalle industrie del pesce. QUesto è stato parzialmente portato sotto controllo in Finlandia, ma gli effetti sono mascherati dal declino generale delle condizioni del Mar Baltico. Molte aree dell'arcipelago sono protette dall'attività umana grazie alla loro semplice inaccessibilità. Ci cono anche molte piccole aree protette in parchi naturali ed il Parco Nazionale dell'Arcipelago, dove l'accesso ad alcune isole è limitato solo agli scienziati.